# 黒水県
黒水県（こくすい-けん、チベット語：トチュ, khro chu、羌語北部方言：khǝtʂǝp）は中国四川省アバ・チベット族チャン族自治州中部に位置する県。県内を流れる岷江支流の黒水河から県名がとられている。県は芦花区、知木林区、西爾区、維古区の四区に分かれている。
主な民族はチベット族と羌族で、チベット族は1988年時点で47,863人と県の人口の85%を占めている。
黒水県のチベット族は三つの異なる言語を話す。芦花区ではギャロン語（嘉絨語）の東部方言、知木林区ではチベット語のアムド方言、西爾区と維古区では羌語の北部方言が使われている。

## 地理
黒水県はチベット高原の東縁に位置し岷山山脈と邛崍山脈が交わる地域で、非常に高い山地と峡谷が走っている。主要な山脈には紅崗山脈、達索肯山、羊拱山脈、亜克夏山脈、峨太基山脈などがあり、主要な河川には黒水河、小黒水、毛爾蓋河の三つの大きな川のほか99本の渓谷があり、岷江水系の源流地帯である。

## 行政区画
| 区分 | 数 | 名称                                          |
| ---- | -- | --------------------------------------------- |
| 鎮   | 8  | 芦花 卡龍 色爾古 西爾 木蘇 沙石多 知木林 扎窩 |
| 郷   | 7  | 瓦鉢梁子 石碉楼 龍壩 洛多 維古 晴朗 慈壩      |

県庁は芦花鎮にある。

## 交通

### 道路
国道
- G347国道（中国語版）

## 観光
- 達古氷川風景名勝区
- 黒水奶子溝彩林公園旅遊区
- 三奥雪山景区
- 卡龍溝旅遊景区
- 芦花会議史跡
- 徳青郎寺：チベット仏教ニンマ派の寺院

## 健康・医療・衛生
- 黒水県人民医院